# Folchetto de Narbonne
 (juillet 2025).
Pour les articles homonymes, voir Folchetto.
Pour plus de détails, voir Fiche technique et Distribution.
Folchetto de Narbonne (Folchetto di Narbona) est un film muet italien réalisé par Ugo Falena, et sorti en 1910.

## Fiche technique
- Titre : Folchetto de Narbonne
- Titre original : Folchetto di Narbona
- Réalisation : Ugo Falena
- Société de production : Film d'Arte Italiana
- Pays d'origine : Royaume d'Italie
- Format : Noir et Blanc - film muet
- Date de sortie : 1910

## Distribution
- Francesca Bertini
- Gabriellino D'Annunzio
- Gastone Monaldi
- Attila Ricci